# Herina merzi
Herina merzi är en tvåvingeart som beskrevs av Kameneva 2007. Herina merzi ingår i släktet Herina och familjen fläckflugor.
Artens utbredningsområde är Schweiz. Inga underarter finns listade i Catalogue of Life.